# Parque nacional de las Heliconias

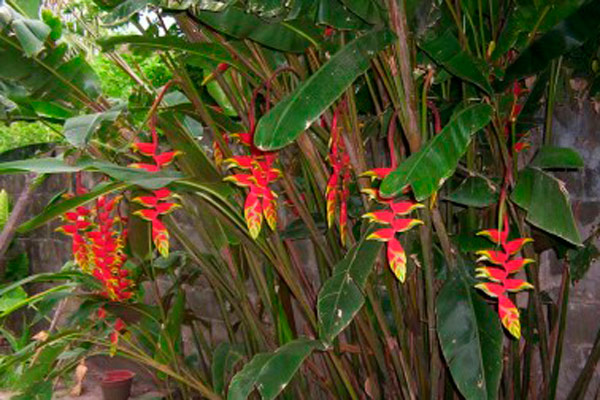
Parque de las Heliconias

El  Parque nacional de las Heliconias  es un centro de educación ambiental y desarrollo agro-turístico donde se cultivan, exponen y comercializan flores exóticas, como las heliconias, anturios y flores nativas de la región de Caicedonia, Valle del Cauca. Está ubicado en la vereda Limones, a 7 kilómetros del municipio de Caicedonia y a 10 kilómetros de Sevilla, en Colombia. El parque cuenta con más de 150 especies de heliconias y flores tropicales, y está distribuido en 5,6 hectáreas. El centro fue construido por medio del convenio entre CVC (Corporación Autónoma Regional del Valle del Cauca), el Comité Departamental de Cafeteros y la Administración municipal de Caicedonia.

## Lugares y pasatiempos
En este parque se puede disfrutar de los aromas y la belleza que ofrece la naturaleza, es un lugar en el que se puede interactuar con las flores y las aves que allí pueden ser observadas. Se puede disfrutar y aprender a través de diferentes actividades, algunas de ellas son:
- Senderos ecológicos
- Servicio de cafetería
- Recreación infantil, juvenil y adulta
- Actividades recreativas al aire libre
- Alojamiento
- Venta de buqués
- Bar exclusivo
- Talleres educativos
- Aula múltiple
- Mirador con telescopio
- Plazoleta de comidas
- Hermosos paisajes

## Galería
|      |
| Musa |

|           |
| Heliconia |

|           |
| Heliconia |

|           |
| Heliconia |

|           |
| Etlingera |

|          |
| Zingiber |

## Investigaciones recientes
La Universidad del Valle, a través del programa de regionalización, apoya a las diferentes sedes del departamento con convocatorias internas que intensifican las investigaciones en diferentes puntos geográficos de la región y generan un impacto positivo en las comunidades.
En el caso de este parque se lleva a cabo una investigación de nombre La caracterización de la fauna en el Parque Nacional de las Heliconias, que trata de mostrar la fauna viviente que ha sido afectada por la transformación del ecosistema. Con la investigación pretenden mostrar cuáles son las especies oriundas de la región y cómo conservarlas. Se espera realizar una guía de campo o un artículo científico, y generar un sentido de pertenencia que desencadene en mejores acciones frente a la manera en la que se utilizan los recursos naturales, además de concientizar a los pobladores del rol ecológico que cumplen estos organismos en el ecosistema.